# Huawei P Smart+
Huawei P Smart+ — смартфон з лінійки Huawei P, який був представлений компанією Huawei 18 липня 2018 року. Наступник моделі, яка також вийшла в 2018 році Huawei P Smart.
Телефон виконаний в традиційному металево-скляному корпусі, з використанням алюмінієвих сплавів. Апарат представлено в трьох виконаннях: суцільно чорний, суцільно білий та Iris Purple — градуйована синьо-фіолетова поверхня.

## Апаратне забезпечення
Смартфон побудований на базі восьмиядерного HiSilicon Kirin 710. Процесор власної розробки Huawei виходить на 12-нанометровому техпроцесі, включає чотири потужних ядра ARM Cortex-A57 з частотою 2.2 ГГц і ще чотири ядра Cortex-A53 1.7 ГГц для роботи в режимі енергозбереження. Графічне ядро — Mali-G51. Huawei P Smart+ став першим апаратом побудованим на Kirin 710.
Пристрій отримав екран на IPS матриці з діагоналлю 6,3" і розділовою здатністю 2340 × 1080 (Full HD+). Співвідношення сторін 19.5:9.
Внутрішня пам'ять складає 64 ГБ з можливістю розширення до 256 ГБ, оперативна пам'ять — 4 ГБ. Також плануються конфігурації на 6/64 ГБ і топовий варіант на 6/128 ГБ.
Незнімний акумулятор 3340 мА·год.
Особливістю смартфону стала подвійна основна камера 16 + 2 Мп з діафрагмою f/2.2 і подвійна фронтальна камера 24 + 2 Мп для знімків з ефектом Боке. Основна камера отримала здатність знімати slowmo відео з частотою до 480 кадрів на секунду.
Чип NFC в цій моделі відсутній.

## Програмне забезпечення
Huawei P Smart + працює на операційній системі Android 8.1 (Oreo) з графічною оболонкою EMUI 8.2.
Підтримує стандарти зв'язку: GSM 850/900/1800/1900 МГц, WCDMA: HSDPA 850/900/1700(AWS)/1900/2100, LTE: 800 / 850 / 900 / 1800 / 2100 / 2600 МГц.
Бездротові інтерфейси: WiFi 802.11 b/g/n, Bluetooth 4.2, FM-радіо. Смартфон підтримує навігаційні системи: GPS, ГЛОНАСС.
Телефон підтримує аудіоформати: MP3, AAC, AAC+, eAAC+, WMA, MIDI, WAV, AC3, FLAC.
Формати відео: 3GP, Mp4, MPEG4, H.263, H.264.